# Vuelta a Costa Rica 2013
La 49.ª edición de la competición ciclista Vuelta a Costa Rica se disputó desde el 17 hasta el 29 de diciembre de 2013. El recorrido de la misma estuvo dividido en 12 etapas para totalizar 1530 km.
Perteneció al UCI America Tour 2013-2014 siendo la tercera competición del calendario ciclista internacional americano.

## Equipos participantes
Participaron de la carrera 12 equipos; 6 costarricenses y 6 extranjeros. Los conjuntos, integrados por entre 6 y 7 ciclistas formaron un pelotón de 79 ciclistas.

| - JPS-Giant - Coopenae-Movistar-Economy - BCR-Pizza Hut-Powerade - Frijoles Los Tierníticos - Agricenter-Coronado-Hotel Los Lagos - Olman Ramírez-Sram | - RusVelo - Colombia FR - For the Planet - Canel's Turbo - Selección de Cuba - Selección de Guatemala |

## Etapas
| Etapa | Fecha           | Recorrido                      | Km         | Ganador              | Líder             |
| 1.ª   | 17 de diciembre | Limón-Limón                    | 134,3      | Evgeny Kovalev       | Evgeny Kovalev    |
| 2.ª   | 18 de diciembre | Limón-Guápiles                 | 174        | José Vega            | José Vega         |
| 3.ª   | 19 de diciembre | Guápiles-Quesada               | 140,7      | Juan Carlos Rojas    | José Vega         |
| 4.ª   | 20 de diciembre | Chachagua (San Ramón)-Liberia  | 156,9      | Jean-Michel Lachance | Juan Carlos Rojas |
| 5.ª   | 21 de diciembre | Liberia-Santa Cruz             | 147,9      | Alexandr Serov       | Juan Carlos Rojas |
| 6.ª   | 22 de diciembre | Santa Cruz-San Ramón           | 174,1      | José Vega            | Juan Carlos Rojas |
| 7.ª   | 23 de diciembre | Cronoescalada Cachí-Paraíso    | 10,6 (CRI) | Juan Carlos Rojas    | Juan Carlos Rojas |
|       | 24 de diciembre | Descanso                       |            |                      |                   |
| 8.ª   | 25 de diciembre | Circuito Presidente en Heredia | 118,4      | Nieves Carrasco      | Juan Carlos Rojas |
| 9.ª   | 26 de diciembre | Orotina-Parrita                | 140,3      | Carlos Brenes        | Juan Carlos Rojas |
| 10.ª  | 27 de diciembre | Parrita-Pérez Zeledón          | 135,7      | Juan Carlos Rojas    | Juan Carlos Rojas |
| 11.ª  | 28 de diciembre | Pérez Zeledón-Buenos Aires     | 39,3 (CRI) | Juan Carlos Rojas    | Juan Carlos Rojas |
| 12.ª  | 29 de diciembre | Santa Teresa de Cajón-San José | 157        | Juan Carlos Rojas    | Juan Carlos Rojas |

## Clasificaciones
- Las clasificaciones finalizaron de la siguiente forma:[3]

### Clasificación general
| Posición            | Ciclista            | Equipo                        | Tiempo           |
| ------------------- | ------------------- | ----------------------------- | ---------------- |
| Líder de la general | Juan Carlos Rojas   | JPS-Giant                     | 38 h 04 min 06 s |
| 2.º                 | Elías Vega          | JPS-Giant                     | a 13 min 48 s    |
| 3.º                 | Bryan Villalobos    | Agricenter-Coronado-Los Lagos | a 22 min 15 s    |
| 4.º                 | Yennier López       | Cuba                          | a 25 min 00 s    |
| 5.º                 | Fabricio Quirós     | BCR-Pizza Hut-Powerade        | a 25 min 05 s    |
| 6.º                 | José Vega           | JPS-Giant                     | a 28 min 42 s    |
| 7.º                 | Jaime Ramírez       | Colombia FR                   | a 31 min 46 s    |
| 8.º                 | Juan Mata           | Agricenter-Coronado-Los Lagos | a 32 min 37 s    |
| 9.º                 | José Adrián Bonilla | Coopenae-Movistar-Economy     | a 33 min 49 s    |
| 10.º                | César Rojas         | Frijoles Los Tierníticos      | a 38 min 29 s    |

### Clasificación de la regularidad
| Posición         | Ciclista             | Equipo                 | Puntos |
| ---------------- | -------------------- | ---------------------- | ------ |
| Líder por puntos | Juan Carlos Rojas    | JPS-Giant              | 156    |
| 2.º              | Jean-Michel Lachance | For the Planet         | 116    |
| 3.º              | Fabricio Quirós      | BCR-Pizza Hut Powerade | 94     |

### Clasificación de la montaña
| Posición            | Ciclista          | Equipo                        | Puntos |
| ------------------- | ----------------- | ----------------------------- | ------ |
| Líder de la montaña | Juan Carlos Rojas | JPS-Giant                     | 45     |
| 2.º                 | Bryan Villalobos  | Agricenter-Coronado-Los Lagos | 30     |
| 3.º                 | Elías Vega        | JPS-Giant                     | 19     |

### Clasificación de las metas volantes
| Posición                    | Ciclista             | Equipo         | Puntos |
| --------------------------- | -------------------- | -------------- | ------ |
| Líder de las metas volantes | José Vega            | JPS-Giant      | 30     |
| 2.º                         | Juan Juárez          | Canel's Turbo  | 26     |
| 3.º                         | Jean-Michel Lachance | For the Planet | 25     |

### Clasificación por equipos
| Posición          | Equipo                        | Tiempo            |
| ----------------- | ----------------------------- | ----------------- |
| Líder por equipos | JPS-Giant                     | 114 h 43 min 24 s |
| 2.º               | Agricenter-Coronado-Los Lagos | a 1 h 01 min 17 s |
| 3.º               | BCR-Pizza Hut-Powerade        | a 1 h 12 min 33 s |
| 4.º               | Selección de Cuba             | a 1 h 22 min 36 s |
| 5.º               | Coopenae-Movistar-Economy     | a 1 h 25 min 42 s |

## UCI America Tour
La carrera al estar integrada al calendario internacional americano 2013-2014 otorga puntos para dicho campeonato. El baremo de puntuación es el siguiente:
| Posición                    | 1.º | 2.º | 3.º | 4.º | 5.º | 6.º | 7.º | 8.º |
| Clasificación general final | 40  | 30  | 16  | 12  | 10  | 8   | 6   | 3   |
| Por etapa                   | 8   | 5   | 2   |     |     |     |     |     |
| Líder General por etapa     | 4   |     |     |     |     |     |     |     |

### Clasificación individual
Los ciclistas que obtuvieron más puntos fueron los siguientes:
| Ciclista             | Equipo                        | Puntos por la clasificación final | Puntos de etapa | Puntos de líder | Total |
| -------------------- | ----------------------------- | --------------------------------- | --------------- | --------------- | ----- |
| Juan Carlos Rojas    | JPS-Giant                     | 40                                | 42              | 32              | 114   |
| Elías Vega           | JPS-Giant                     | 30                                | 7               | -               | 37    |
| José Vega            | JPS-Giant                     | 8                                 | 16              | 8               | 32    |
| Bryan Villalobos     | Agricenter-Coronado-Los Lagos | 16                                | 9               | -               | 25    |
| Jean-Michel Lachance | For the Planet                | -                                 | 20              | -               | 20    |
| Fabricio Quirós      | BCR-Pizza Hut-Powerade        | 10                                | 7               | -               | 17    |
| Yennier López        | Selección de Cuba             | 12                                | 4               | -               | 16    |
| Evgeny Kovalev       | RusVelo                       | -                                 | 8               | 4               | 12    |
| Jaime Ramírez        | Colombia FR                   | 6                                 | 5               | -               | 11    |
| Ryan Roth            | For the Planet                | -                                 | 10              | -               | 10    |
| Carlos Brenes        | BCR-Pizza Hut-Powerade        | -                                 | 8               | -               | 8     |
| Nieves Carrasco      | Agricenter-Coronado-Los Lagos | -                                 | 8               | -               | 8     |
| Alexandr Serov       | RusVelo                       | -                                 | 8               | -               | 8     |
| Henry Raabe          | Coopenae-Movistar-Economy     | -                                 | 7               | -               | 7     |